# 질 위소프
질 위소프(Jill Wisoff, 1953년 1월 1일 ~ )는 미국의 작곡가, 배우, 영화배우이다.
미국에서 태어났다.

## 영화
- 인형의 집으로 오세요 (1995년)
- 법과 질서 (1990년)
- 공포 걱정 그리고 우울 (1989년)